# Irolita waitii
Irolita waitii és una espècie de peix de la família dels raids i de l'ordre dels raïformes.

## Morfologia
- Els mascles poden assolir 52 cm de longitud total.[5][6]

## Reproducció
És ovípar i les femelles ponen càpsules d'ous, les quals presenten com unes banyes a la closca i fan 5,1-7,6 cm de llarg i 3,2-3,8 d'ample.

## Hàbitat
És un peix marí, de clima temperat (26°S-36°S) i demersal que viu entre 50–200 m de fondària.

## Distribució geogràfica
Es troba a l'oceà Índic oriental: el sud d'Austràlia.

## Observacions
És inofensiu per als humans.